# Menard, Texas
Menard är administrativ huvudort i Menard County i Texas. Det ursprungliga ortnamnet var Menardville. Enligt 2010 års folkräkning hade Menard 1 471 invånare.